# Universidad Privada San Juan Bautista
La Universidad Privada San Juan Bautista (UPSJB) es una universidad privada peruana fundada el 8 de abril de 1997, dentro de la exhacienda Villa, en el distrito de Chorrillos, al sur de Lima, Perú. En la misma ciudad, cuenta con otra sede ubicada en el distrito de San Borja y filiales en Ica y Chincha.

## Historia
En 1993 un grupo de personas creó la Asociación Promotora San Juan Bautista. Tras la aprobación de la Resolución N° 224-97 por el Consejo Nacional de Autorización de Funcionamiento de Universidades (CONAFU), el 8 de abril de 1997 el nombre de la Asociación Promotora cambió a su denominación actual: “Universidad Privada San Juan Bautista”, fundándose esta casa de estudios bajo la dirección de José Luis Elías Ávalos. 
Esta aprobación para el funcionamiento de la universidad fue publicada en el diario oficial “El Peruano” el 27 de marzo de 1997. Tiempo después, el 24 de junio de 2004 el CONAFU, otorgó la autorización de funcionamiento definitiva, en una extraordinaria y multitudinaria ceremonia en la Ciudad de Ica.
El nombre de la Universidad fue designado en honor al distrito centenario de Ica y por la vinculación de los promotores con la Hacienda Villa, actual local de la UPSJB. 
Las primeras referencias sobre esta Casa Hacienda de Villa aparecen en la época del Virrey Marqués de Cañete, quien en el siglo XVI donó la propiedad a la Congregación Mariana de San Pablo. Años después, en 1625, los jesuitas la adquieren y la producción de la hacienda, dedicada al cultivo de la caña de azúcar y algodón crece notablemente.  Los jesuitas, al observar los beneficios, deciden hacer una edificación que sirva como convento de los sacerdotes y una iglesia para el adoctrinamiento de los americanos. Con el transcurso del tiempo, la hacienda se convirtió en un centro turístico, que luego pasó a ser la sede de la Asociación Universidad Privada Peruana San Juan Bautista.
De esta manera, la Hacienda Villa pasó a ser el campus universitario de la Universidad Privada San Juan Bautista, que inicia sus actividades académicas el 13 de mayo de 1997 con el primer grupo de alumnos del Centro Preuniversitario. Posteriormente, el 7 de septiembre se realiza el primer examen de admisión y el 15 del mismo mes se inician oficialmente las actividades académicas que congregaron a más de 800 alumnos ingresantes.

## Facultades y carreras profesionales
La Universidad Privada San Juan Bautista es una institución de educación superior privada que ofrece una amplia gama de programas académicos. Con el objetivo de formar profesionales altamente calificados y competitivos, la universidad cuenta con una sólida infraestructura y un cuerpo docente altamente capacitado.
La universidad se estructura en tres facultades, las cuales ofrecen un total de 15 carreras profesionales en diversas áreas del conocimiento. Entre las facultades y carreras más destacadas se encuentran:
Facultad de Ciencias de la Salud

- Medicina Humana
- Enfermería
- Psicología
- Estomatología
- Tecnología Médica
- Medicina Veterinaria y Zootecnia

Facultad de Derecho y Ciencias Empresariales

- Derecho
- Administración de Empresas
- Contabilidad
- Ciencias de la Comunicación
- Turismo, Hotelería y Gestión Cultural

Facultad de Ingeniería

- Ingeniería de Sistemas
- Ingeniería Civil
- Ingeniería en Enología y Viticultura
- Ingeniería Agroindustrial

Escuela de Posgrado

La Escuela de Posgrado de la Universidad Privada San Juan Bautista ofrece programas de maestría diseñados para profundizar los conocimientos de los profesionales en áreas específicas. Entre los programas de maestría más destacados se encuentran:
- Maestrías en Derecho
- Maestrías en Gestión
- Maestrías en Salud

Programas de Especialización

Además de los programas de pregrado y posgrado, la universidad ofrece programas de especialización dirigidos a profesionales que desean ampliar sus conocimientos en áreas específicas. Entre estos programas se encuentran:
- Segundas especialidades en Enfermería
- Segundas especialidades en Estomatología
- Residentado Médico

## Sedes
- Campus Chorrillos

Av. José Antonio Lavalle (Exhacienda Villa)

- Sede San Borja

Av. San Luis 2221 
- Ica

Carretera Panamericana Sur Ex km 300 - La Angostura, Subtanjalla 
- Chincha

Calle Albilla s/n Urbanización Las Viñas (Ex Toche)

## Patrimonio Cultural
El campus universitario cuenta con un ambiente principal, donde se distribuyen las oficinas administrativas. En el lenguaje religioso, su nombre es claustro. El claustro destaca por su arquitectura, su arquería y la distribución de sus instalaciones y la pileta que datan de fines del siglo pasado. 
Desde este lugar, podemos apreciar el mirador que en su época permitía al propietario observar la hacienda en toda su extensión. Por ello, todos estos elementos logran que el claustro de la Hacienda Villa sea considerada como patrimonio cultural, ya que su arquitectura guarda vestigios de la época virreinal.

## Servicios
- Sistema de Biblioteca

El Sistema de Biblioteca está constituido por un conjunto integrado de servicios que permiten el acceso a la información bibliográfica y virtual. Posee bases de datos especializadas como Ebsco, Gale, Up to date, Vlex, y otras de acceso libre como Alicia, SCIELO, etc. 
Actualmente, cuenta con más de 45 000 libros de las diferentes especialidades y más de 4500 Títulos de Tesis. 
- Dirección de Bienestar Universitario (DBU)

La Dirección de Bienestar Universitario de la UPSJB ofrece un sistema de asistencia social personalizada, un programa de atención médica gratuito, servicio psicológico gratuito y orientación vocacional.. 
Departamento de Atención Primaria de Salud
Este Departamento de Atención Primaria de Salud actúa con énfasis en la promoción de la salud y prevención de enfermedades para mejorar la calidad de      vida de los estudiantes, docentes y trabajadores de la UPSJB- 
Departamento de Atención Psicológica 
El Departamento de Atención Psicológica desarrolla acciones de promoción y brinda servicios de prevención de riesgos en el campo de la salud mental, brindando recursos psicológicos a estudiantes, docentes y personal administrativo de la universidad. 
Departamento de Servicio Social 
El Departamento de Servicio Social busca apoyar a estudiantes, docentes, personal administrativo y su familia, brindando solución a los problemas vinculados al quehacer universitario. Para ello cuenta con diversos programas para que la comunidad universitaria pueda desarrollar sus actividades de trabajo y estudio en las mejores condiciones posibles.

## Centros de Investigación y cultura
- Vicerrectorado de investigación

El Vicerrectorado de Investigación (VRI) de la Universidad Privada San Juan Bautista fue creado en el año 2014, constituyéndose en el órgano de más alto nivel en investigación de la Universidad. Está encargado de promover, orientar y controlar las tareas referentes a la investigación científica y tecnológica; así como dar a conocer sus resultados, organizar la difusión de conocimientos e impulsar la suscripción de convenios, entre otras funciones. Dentro de su programa tiene como objetivo integrar a la universidad, a la empresa y el estado para contribuir con el cumplimiento de las políticas públicas.
- Centro Cultural Artístico y Deportivo

Es un centro cultural creado por la UPSJB para impulsar y generar espacios donde se desarrollen actividades culturales, artísticas y deportivas. El objetivo es contribuir con la formación integral de los estudiantes, fomentar la participación de la comunidad universitaria y establecer un clima laboral que facilite el establecimiento de una interrelación eficiente entre docentes, autoridades y público en general.

## Rankings académicos
En los últimos años se ha generalizado el uso de rankings universitarios internacionales para evaluar el desempeño de las universidades a nivel nacional y mundial; siendo estos rankings clasificaciones académicas que ubican a las instituciones de acuerdo a una metodología científica de tipo bibliométrica que incluye criterios objetivos medibles y reproducibles, tomando en cuenta por ejemplo: la reputación académica, la reputación de empleabilidad para los egresantes, la citas de investigación a sus repositorios y su impacto en la web. Del total de 92 universidades licenciadas en el Perú, la Universidad Privada San Juan Bautista se ha ubicado regularmente dentro del tercio medio a nivel nacional en determinados rankings universitarios internacionales.